# Playmate of the Year (album)
Playmate of the Year è il terzo album della band statunitense pop punk-rap degli Zebrahead. È stato pubblicato nel 2000 sotto la Columbia Records.

## Tracce
1. I Am – 3:00
2. Playmate of the Year – 3:00
3. Now Or Never – 3:00
4. Wasted – 3:54
5. I'm Money – 3:53
6. Go – 3:23
7. What's Goin' On? – 4:01
8. Subtract You – 3:00
9. The Hell That Is My Life – 4:00
10. E Generation – 2:46
11. Livin' Libido Loco – 4:47
12. In My Room – 11:40

### Tracce fantasma
- Wasted contiene la traccia nascosta Place in france durante i suoi ultimi 25 secondi.
- The Hell That Is My Lifecontiene la traccia nascosta Wookie durante i suoi ultimi 25 secondi.
- In My Room dura in realtà 4:40 perché contiene una ghost track che inizia al minuto 8:40 e termina al minuto 11:40. In questa traccia fantasma si può sentire un dialogo telefonico tra due persone inglesi, proprio come avviene nella traccia High Hopes dell'album The Division Bell (1994), dei Pink Floyd.

## Formazione
- Justin Mauriello – voce e chitarra
- Ali Tabatabaee – voce
- Greg Bergdorf – chitarra
- Ben Osmundson – basso
- Ed Udhus – batteria